# Măneciu
Măneciu è un comune della Romania di 11 158 abitanti, ubicato nel distretto di Prahova, nella regione storica della Muntenia. 
Il comune è formato dall'unione di 9 villaggi: Cheia, Chiciureni, Costeni, Făcăieni, Gheaba, Măneciu-Pământeni, Măneciu-Ungureni, Mânăstirea Suzana, Plăiețu.
La sede amministrativa è ubicata nell'abitato di Măneciu-Ungureni.
Il comune ospita una centrale idroelettrica, con una potenza installata di 10 MW, alimentata da un lago artificiale della superficie di circa 2 km² creato da una grossa diga situata a nord dell'abitato sul fiume Teleajen.